# Pamuk (Somogy)
Pamuk est un village et une commune du comitat de Somogy en Hongrie.